# Terminatorul: Salvarea
Terminator: Salvarea (original în engleză: Terminator Salvation) este un film science fiction american din 2009, în regia lui McG. Este al patrulea film din franciza Terminator, având o distribuție formată din actorii Christian Bale în rolul lui John Connor, Bryce Dallas Howard în rolul lui Kate Connor, Anton Yelchin în rolul lui Kyle Reese și Sam Worthington interpretând noul Terminator - Marcus Wright. Acțiunea filmului se desfășoară în 2018, și urmărește războiul dintre oameni și inteligența artificială Skynet. Filmul abandonează formula precedentă, în care Arnold Schwarzenegger este Modelul 101 trimis în trecut pentru ucide o persoană importantă. Printre numeroși agenți ai lui Skynet fac parte Serena interpretată de actrița Helena Bonham Carter  și primul T-800 interpretat de actorul Roland Kickinger. Filmările s-au încheiat pe 22 august 2008.
Filmul este urmat de o nouă parte, intitulată Terminator Genisys, a cărei lansare va avea loc pe 1 iulie 2015.

## Distribuție
- Christian Bale este John Connor:  liderul rezistenț[9]ei umane, acum treizeci de ani.
- Anton Yelchin este Kyle Reese: Um soldat admirator al lui John Connor. În Terminatorul, Reese (interpretat de Michael Biehn) este trimis înapoi în timp până în 1984.
- Sam Worthington este Marcus Wright: Cel mai bun prieten Reese - care mai târziu se dovedește a fi un Terminator
- Bryce Dallas Howard este Kate Connor Brewster: soția lui John, care îl va ajuta în mai multe misiuni
- Moon Bloodgood este Blair Williams: un pilot al rezistenței
- Roland Kickinger cu fața lui Arnold Schwarzenegger este prototipul T-800. Kickinger l-a interpretat pe Schwarzenegger într-un film biografic.
- Helena Bonham Carter este Serena Kogan: personajul negativ principal.
- Brian Steele este un T-600
- Jadagrace este Star
- Chris Ashworth este Richter
- Common este Barnes [10]
- Chris Browning este Morrison
- Michael Ironside este General Ashdown
- Jane Alexander este Virginia

## Legături externe
- Site web oficial by Warner Brothers
- Terminator Salvation la Internet Movie Database
- Terminator Salvation la AllRovi
- Terminatorul: Salvarea la TCM Movie Database
- Terminator Salvation la Box Office Mojo
- Terminator Salvation la Rotten Tomatoes
- Terminator Salvation la Metacritic